# 灵空山镇
灵空山镇，是中华人民共和国山西省长治市沁源县下辖的一个乡镇级行政单位。

## 行政区划
灵空山镇下辖以下地区：
燕家坪村、南泉沟村、上兴居村、庄则沟村、下兴居村、东柏子村、柏子村、杆子坪村、西务村、水泉坪村、王庄村、北沟村、畅村、好村、寓仁村、郡家沟村、五龙川村、第一川村和黑峪村。